# 라다가스트
라다가스트(Radagast)는 J. R. R. 톨킨의 가운데땅을 무대로 한 소설 호빗에 등장하는 갈색의 마법사이다. 가운데땅에 파견된 이스타리들 중에 간달프와 사루만보다 비중이 적고, 청색의 마법사들보다는 비중이 크며, 동식물을 매우 좋아해 가운데땅으로 파견된 이스타리들 중 가장 느긋하게 사는 것으로 묘사된다. 호빗에서 간달프에게 고장난 마법 지팡이를 주었으며, 안개산맥에서 강령술사 즉 사우론이 부활했다는 것을 처음으로 목격하기도 했다. 토끼가 끌고다니는 썰매를 타고다니는데 이는 호빗에서 오크들이 타고 다니는 늑대보다 빠른 것을 보여주었다.